# Souvenir d'un lieu cher
Souvenir d'un lieu cher (Herinnering aan een dierbare plek; Russisch: Воспоминание о дорогом месте), Op. 42, voor viool en piano, is geschreven door Pjotr Iljitsj Tsjaikovski tussen maart en mei 1878.  Het stuk bestaat uit drie delen:
- Méditation (D mineur)
- Scherzo (C mineur)
- Mélodie (Es majeur); Tsjaikovski beschreef het ook als "chant sans paroles").

De Méditation is geschreven tussen 23 en 25 maart 1878, in Clarens, Zwitserland, waar Tsjaikovski zijn vioolconcert schreef.  Het was oorspronkelijk bedoeld als het langzame deel van het concert, maar hij besefte dat het te "licht" was voor een concert, dus dankte hij het af en schreef hij in plaats daarvan een Canzonetta. Op 16 mei, terug in Rusland, begon hij aan een werk in drie delen voor viool en piano (de enige keer dat hij ooit schreef voor die combinatie van instrumenten, hoewel de Valse-Scherzo ook bestaat in een viool- en pianoarrangement). Op 22 mei vertelde hij zijn broer Modest dat het goed ging. Op 25 mei vertrok hij naar een tweeweekse vakantie op het Oekraïense landgoed Brailivo, dat toebehoorde aan zijn weldoenster Nadezhda von Meck, waar hij het werk afmaakte op 31 mei. Voor het eerste deel gebruikte hij de afgedankte Méditation, die hij herschreef voor viool en piano. De twee extra delen, Scherzo en Mélodie, voltooiden de Souvenir d'un lieu cher. Toen hij in Brailovo was, voltooide hij ook de Zes Romances, Op. 38, en schetste zijn volledige setting van de Liturgie van St. John Chrysostomom.
Tsjaikovski liet het originele manuscript verzenden aan Nadezhda von Meck, als een teken van dankbaarheid, maar hij was altijd van plan om het werk te publiceren, dus vroeg hij haar om een kopie te maken, dat werd gedaan door Władysław Pachulski, een lid van von Meck's huishouden en later haar schoonzoon. Dit exemplaar is verzonden naar de uitgever, P. Jurgenson. Tsjaikovski droeg het werk op aan "B*******", wat wordt verstaan als verwijzing naar Brailivo zelf. Het werk werd gepubliceerd in mei 1879, als Op. 42.
In 1880 werd de Méditation apart gepubliceerd en is sindsdien welbekend als een onafhankelijk stuk. De Scherzo en Mélodie werden afzonderlijk gepubliceerd in 1884. In 1896 publiceerde Jurgenson het complete werk in een arrangement van Aleksandr Glazoenov voor viool en orkest, en in deze vorm is het misschien beter bekend geworden dan in zijn oorspronkelijke vorm voor viool en piano. Er is ook een arrangement voor viool en strijkers door Alexandru Lascae.

## Externe koppelingen
- Bladmuziek van Souvenir d'un lieu cher op de website van het International Music Score Library Project
- Uitvoering van de Méditation door Nicholas Kendall (viool) en Robert Koenig (piano) van het Isabella Stewart Gardner Museum in MP3-formaat
- Uitvoering van de Mélodie door Caroline Goulding (viool) and Shuai Wang (piano) van het Isabella Stewart Gardner Museum in MP3-formaat